# Hirao Csika
Hirao Csika (平尾 知佳; Hepburn: Hirao Chika) (Macudo, 1996. december 31. –) japán válogatott labdarúgó.

## Klub
A labdarúgást az Urawa Reds csapatában kezdte. 2014 és 2017 között az Urawa Reds csapatában játszott. 34 bajnoki mérkőzésen lépett pályára. 2018-ban az Albirex Niigata csapatához szerződött.

## Nemzeti válogatott
A japán U17-es válogatott tagjaként részt vett a 2012-es U17-es világbajnokságon. A japán U20-as válogatott tagjaként részt vett a 2016-os U20-as világbajnokságon.
2018-ban debütált a japán válogatottban. A japán válogatott tagjaként részt vett a 2018-as Ázsia-kupán. A japán válogatottban 1 mérkőzést játszott.

## Statisztika
| Japán válogatott | Japán válogatott | Japán válogatott |
| Időszak          | Mérk.            | gól              |
| ---------------- | ---------------- | ---------------- |
| 2018             | 1                | 0                |
| Összesen         | 1                | 0                |

## Sikerei, díjai
Japán válogatott
- Ázsia-kupa:  Arany; 2018
- U20-as világbajnokság:  Bronz; 2016

Klub
- Japán bajnokság: 2014